# Neil Maskell

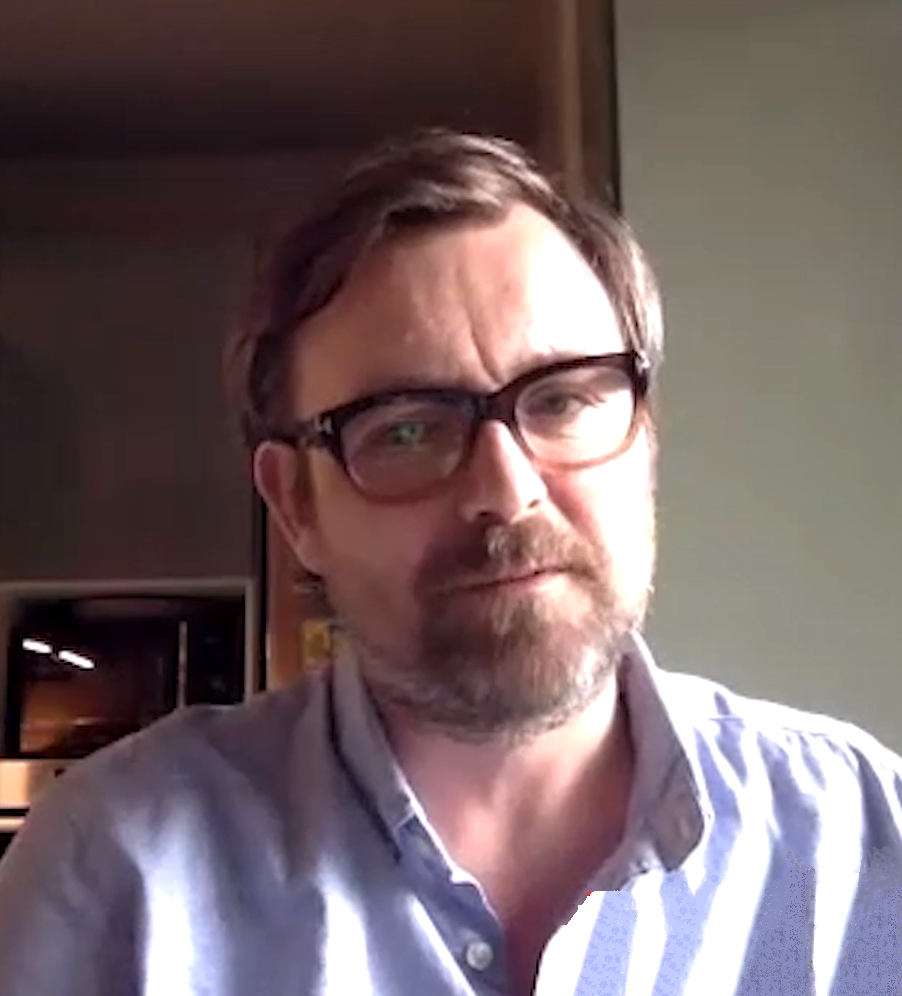
Neil Maskell

Neil Maskell (* 1976 in London) ist ein britischer Schauspieler, Autor und Regisseur. Er wuchs in London auf und ist bekannt für seine prägnanten Auftritte in Krimi- und Horrorfilmen wie in The Football Factory, Kill List und der Serie Utopia.

## Leben
Maskell wurde in London geboren. Ab seinem elften Lebensjahr besuchte er die Schauspielschule Anna Scher in Islington in seiner Heimatstadt London. Später studierte er am Miskin Theatre am North West Kent College. Anschließend arbeitete er als Regisseur. Er begann bereits als Teenager mit der Schauspielerei, gab sein Fernsehdebüt in The Bill und trat in mehreren Dramen wie Casualty und Soldier Soldier auf.
Auf der Bühne arbeitete er vor allem in Edinburgh am Traverse Theatre.

## Film
Maskells Filmkarriere begann 1997 mit einer kleineren Rolle in Gary Oldmans Regiedebüt Nil by Mouth. 2011 wurde er von den British Independent Film Awards in seiner Rolle als Jay in Kill List als bester Schauspieler nominiert.
2014 übernahm Maskell eine Hauptrolle in dem Thriller Open Borders, in dem auch Elijah Wood und Sasha Grey als Protagonisten mitwirkten.

## Fernsehen
Maskells erster Fernsehauftritt war 1991 im ITV-Polizeidrama The Bill. Bis 2002 hatte er weitere fünf unterschiedliche Auftritte in dieser Serie, er porträtierte jedes Mal einen anderen Charakter. Er spielte verschiedene Rollen in einer Reihe populärer britischer Seriendramen wie Casualty, London’s Burning, Soldier Soldier. Seine bekanntesten Fernsehrollen waren in The Wrong Door und 2013–2014 in der Thriller-Drama-Actionserie Utopia. Ab 2015 war er in dem mehrteiligen Sci-Fi-Thriller Humans zu sehen. 2019, im Serienfinale von Peaky Blinders, verkörperte Maskell den Premierminister Winston Churchill.